# Nic dwa razy
Nic dwa razy (zapis stylizowany: Nic dwa razy (W. Szymborska)) – czwarty singel polskiej piosenkarki Sanah z jej czwartego albumu studyjnego, zatytułowanego Sanah śpiewa poezyje. Singel został wydany 13 października 2022.
Piosenka była nominowana do nagrody polskiego przemysłu fonograficznego Fryderyka w kategorii „teledysk roku”.
Kompozycja znalazła się na 1. miejscu listy AirPlay – Top, najczęściej odtwarzanych utworów w polskich rozgłośniach radiowych. Nagranie otrzymało w Polsce status podwójnie diamentowego singla, przekraczając liczbę 500 tysięcy sprzedanych kopii.

## Geneza utworu i historia wydania
Tekstem utworu jest wiersz Wisławy Szymborskiej, muzykę napisała Zuzanna Jurczak, natomiast za produkcję piosenki odpowiada Marek Dziedzic.
Singel ukazał się w formacie digital download 13 października 2022 w Polsce za pośrednictwem wytwórni płytowej Magic Records w dystrybucji Universal Music Polska. Piosenka została umieszczona na czwartym albumie studyjnym Sanah – Sanah śpiewa poezyje.
Piosenka powstała na podstawie wiersza Wisławy Szymborskiej „Nic dwa razy”, który pochodzi z tomiku poezji Wołanie do Yeti. Wcześniej wiersz ten wykorzystała jako tekst piosenki z muzyką Jerzego Mundkowskiego Łucja Prus, a następnie zespół Maanam.
Kompozycja znalazła się w grupie dwudziestu jeden polskich propozycji, spośród których polski oddział stowarzyszenia OGAE wyłaniał reprezentanta kraju na potrzeby plebiscytu OGAE Song Contest 2023.
Utwór znalazł się na polskich składankach m.in.: Bravo Hits: Zima 2023 (wydana 2 grudnia 2022) i Hity na czasie: Zima 2023 (wydana 2 grudnia 2022).
W marcu 2023 singel uzyskał nominację do nagrody polskiego przemysłu fonograficznego Fryderyka w kategorii „teledysk roku”.

## „Nic dwa razy” w stacjach radiowych
Nagranie było notowane na 1. miejscu w zestawieniu AirPlay – Top, najczęściej odtwarzanych utworów w polskich rozgłośniach radiowych.

## Teledysk
Do utworu powstał teledysk w reżyserii Michała Pańszczyka, który udostępniono 14 października 2022 za pośrednictwem serwisu YouTube.
Wideo znalazło się na 1. miejscu na liście najczęściej odtwarzanych teledysków przez telewizyjne stacje muzyczne.

## Lista utworów
- Digital download[2]

1. „Nic dwa razy (W. Szymborska)” – 3:09

## Notowania
| Kraj   | Lista (2022–23)          | Najwyższa pozycja |
| ------ | ------------------------ | ----------------- |
| Polska | Billboard Poland Songs   | 1                 |
| Polska | OLiS – single w streamie | 2                 |

| Kraj   | Lista (2022)      | Najwyższa pozycja |
| ------ | ----------------- | ----------------- |
| Polska | AirPlay – Top     | 1                 |
| Polska | AirPlay – Nowości | 2                 |
| Polska | AirPlay – TV      | 1                 |

| Kraj   | Lista (2022)                   | Pozycja |
| ------ | ------------------------------ | ------- |
| Polska | AirPlay – Top                  | 94      |
| Polska | Lista (2023)                   | Pozycja |
| Polska | OLiS – single w streamie       | 11      |
| Polska | OLiS – oficjalna lista airplay | 95      |

## Certyfikaty
| Kraj          | Certyfikat          | Sprzedaż |
| ------------- | ------------------- | -------- |
| Polska (ZPAV) | 2× diamentowa płyta | 500 000+ |

## Wyróżnienia
| Rok  | Konkurs                  | Kategoria                   | Rezultat    |
| ---- | ------------------------ | --------------------------- | ----------- |
| 2022 | Gorąca 100               | 100 największych hitów 2022 | 29. miejsce |
| 2022 | Przebój roku RMF FM 2022 | Przebój roku                | 2. miejsce  |
| 2023 | Fryderyki 2023           | Teledysk roku               | Nominacja   |